# 梶原有司
梶原 有司（かじわら ゆうじ、1984年10月1日 - ）は、福岡県出身の元プロ野球選手（捕手、右投右打）、ブルペン捕手。
2010年から北海道日本ハムファイターズのブルペン捕手を務めているほか、野球日本代表のブルペン捕手も複数回務めている。

## 経歴
北九州市立戸畑商業高等学校卒業後、北九州市立大学に進学。九州六大学野球連盟所属の硬式野球部でプレーし、2004年の春季リーグでは捕手としてベストナインに選出される活躍を見せるも中退した。
2005年より活動を開始した日本の独立リーグ・四国アイランドリーグの愛媛マンダリンパイレーツに入団。2007年・2008年は副キャプテン、2009年はキャプテンを務めた。2009年までの5年間、チームの正捕手として活躍し、2007年はチームのMVPに選出されている。
2009年シーズン終了後に愛媛を退団し、2010年1月より北海道日本ハムファイターズにブルペン捕手として入団することが発表された。
日本ハムからの派遣で、野球の国際大会にもスタッフ（ブルペン捕手）として複数回参加しており、2015年の第2回WBSCプレミア12、2017年の第1回アジア プロ野球チャンピオンシップ、2021年の東京オリンピック、2023年の第5回ワールド・ベースボール・クラシックに参加。国際大会の経験回数の多さから「これだけ代表に呼ばれているとスタッフとの打ち合わせも円滑に進む。短い時間でコミュニケーションも進む」と強みにしている。
第5回WBCの日本代表は日本ハムでも監督を務めた栗山英樹が監督を務める他、日本ハムコーチ経験のある白井一幸や吉井理人がコーチとして参加しており、元日本ハム捕手の鶴岡慎也とともにブルペン捕手として参加。梶原は「ファイターズじゃなかったらこんな縁は無かった」と感謝する。第5回WBCメンバー入りした大谷翔平とは日本ハム時代からの面識があったため、大谷とプレー経験のない選手たちとのコミュニケーションにも一役買った。

## 詳細情報

### 独立リーグでの年度別打撃成績
| 年 度     | 球 団     | 試 合 | 打 席 | 打 数 | 得 点 | 安 打 | 二 塁 打 | 三 塁 打 | 本 塁 打 | 塁 打 | 打 点 | 盗 塁 | 盗 塁 死 | 犠 打 | 犠 飛 | 四 球 | 敬 遠 | 死 球 | 三 振 | 併 殺 打 | 打 率 | 出 塁 率 | 長 打 率 | O P S |
| --------- | --------- | ----- | ----- | ----- | ----- | ----- | -------- | -------- | -------- | ----- | ----- | ----- | -------- | ----- | ----- | ----- | ----- | ----- | ----- | -------- | ----- | -------- | -------- | ----- |
| 2005      | 愛媛      | 80    | 266   | 237   | 17    | 58    | 3        | 2        | 2        | 71    | 25    | 1     | -        | 5     | 6     | 13    | -     | 5     | 42    | -        | .245  | .291     | .300     | .591  |
| 2006      | 愛媛      | 87    | 319   | 284   | 22    | 72    | 13       | 0        | 0        | 85    | 17    | 1     | -        | 7     | 2     | 19    | -     | 7     | 39    | -        | .254  | .314     | .299     | .613  |
| 2007      | 愛媛      | 89    | 319   | 277   | 27    | 73    | 12       | 0        | 1        | 88    | 31    | 5     | -        | 11    | 1     | 25    | -     | 5     | 27    | -        | .264  | .334     | .318     | .652  |
| 2008      | 愛媛      | 79    | 266   | 227   | 19    | 58    | 1        | 0        | 2        | 65    | 20    | 4     | -        | 10    | 0     | 23    | -     | 6     | 26    | -        | .256  | .340     | .286     | .626  |
| 2009      | 愛媛      | 79    | 297   | 248   | 23    | 63    | 6        | 0        | 1        | 72    | 32    | 4     | -        | 12    | 7     | 24    | -     | 6     | 27    | -        | .254  | .326     | .290     | .617  |
| 通算：5年 | 通算：5年 | 414   | 1467  | 1273  | 108   | 324   | 35       | 2        | 6        | 381   | 125   | 15    | -        | 45    | 16    | 104   | -     | 29    | 161   | -        | .255  | .321     | .299     | .621  |

### 背番号
- 22 （2005年 - 2009年）
- 97 （2010年 - 2022年）
- 107 （2023年 - ）